# 桑吉巴尔弧犁头鳐
桑吉巴爾弧犁頭鰩（學名：Acroteriobatus zanzibarensis），又稱桑吉巴爾犁頭鰩、桑吉巴爾琵琶鱝，為軟骨魚綱犁頭鰩目犁頭鰩科弧犁頭鰩屬的其中一種，分布於西印度洋坦尚尼亞桑吉巴海域，體長56.5公分，體長可達75公分，棲息於沿海海域，為底棲性魚類，肉食性，卵胎生，生活習性不明。